# Талла (Южный Дублин)
Талла (Таллахт; англ. Tallaght [ˈtælə]; ирл. Tamhlacht, Тавлахт) — пригород в Ирландии, административный центр графства Южный Дублин (провинция Ленстер), а также его крупнейший город.
Население — 64 282 человека (по переписи 2006 года). При этом, население пригородов (environs) — 40 365 человек.

## Этимология
Название пригорода происходит от ирландского támh leacht, что означает место погребения во время чумы (англ. plague burial place). Это название упоминается в древней книге Анналы четырёх мастеров (Annals of the Four Masters). По книге чума погубила около 9000 человек, последовавших за греческим принцем Партолоном в Ирландию. Полагают, что место захоронения, названное Taimleacht Muintire Parthalon находится в Талле. Вместе с тем археологи не нашли никаких подобных массовых захоронений в пригороде.

## История
Археологические раскопки на территории пригорода говорят о присутствии людей в регионе во время бронзового века и раньше, однако самые ранние сохранившиеся документы относятся к раннему христианству.

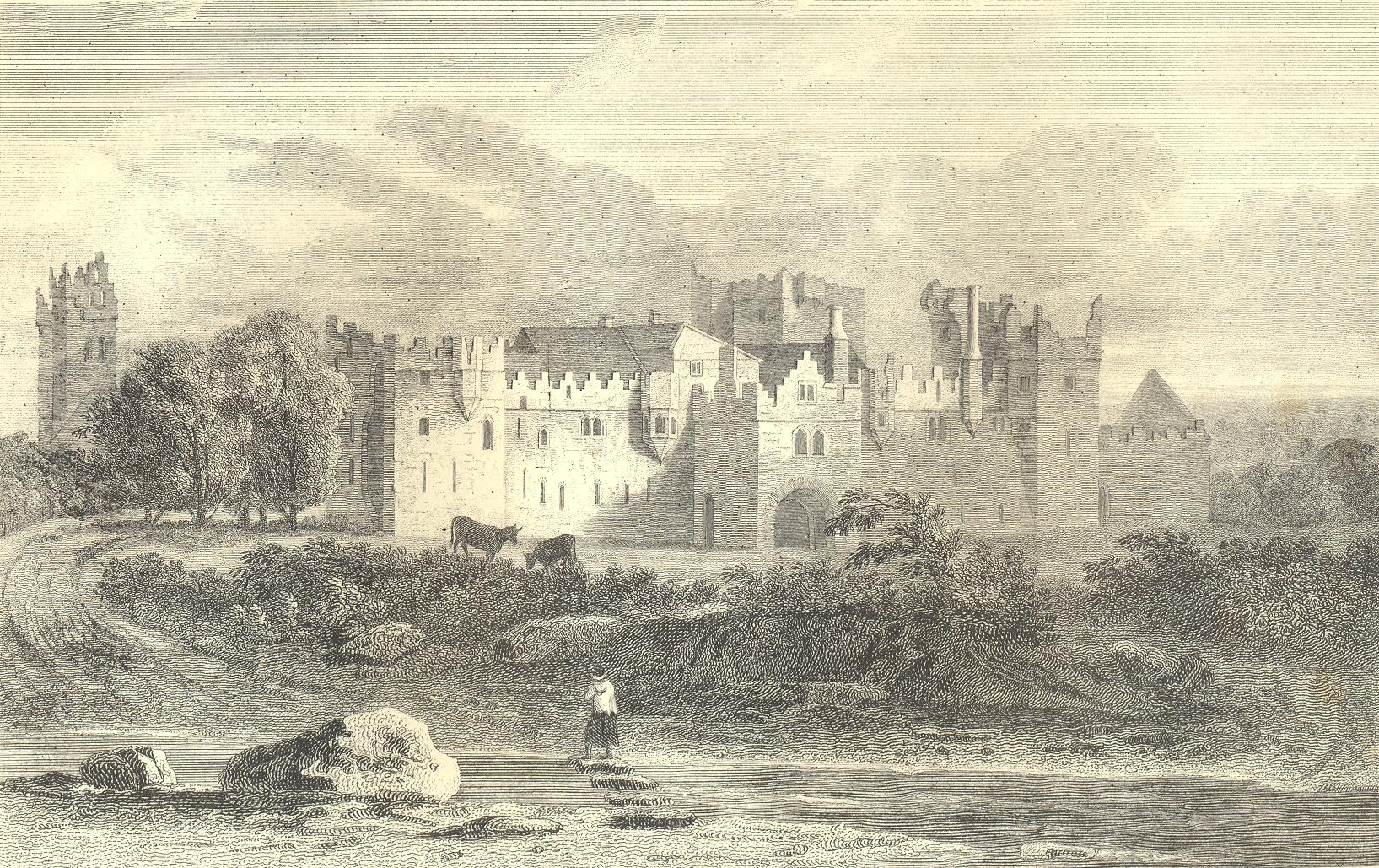
Дворец архиепископа, иллюстрация из книги 1873 года.

В 769 году был основан монастырь святого Маэл Руана, ставший центром образования и благочестия, а также церковных реформ «дружинников Божьих» (Céli Dé). Монастырь в Талле и монастырь в Фингласе были настолько важными, что их называли глазами Ирландии (англ. "two eyes of Ireland"). В 811 году монастырь был разрушен викингами, но не прекратил своего существования. Англо-норманское вторжение в 1179 году привело к тому, что Талла стал собственностью архиепископа Дублина. Со временем были разрушены стены монастыря и его замки.
Относительно мирная жизнь большей части XIII века была нарушена набегами кланов O’Byrne и O’Toole, к которым присоединилось множество арендаторов в Талле. В результате этого в 1310 году город был огорожен. Защитные стены, как и их месторасположение, не сохранились. До наших дней дошло только название моста Watergate Bridge. В период с 1324 по 1349 год проходило строительство замка Талла. Замок не сохранился. Он был разрушен в 1729 году, когда на его месте построили дворец, который также был разрушен, а из его материалов построили Талла-Хаус и несколько коттеджей.
XVII и XVIII века стали временем индустриального роста Таллы, когда вдоль реки Доддер было построено множество мельниц. В 1888 году через деревню начал ходить трамвай Дублин — Блессингтон.

## Физико-географические характеристики
Талла расположен у подножия гор Дублин в 13 км от столицы. Пригород граничит с Темплоугом, Саггартом, Фёрхаусом, Клондолкином.

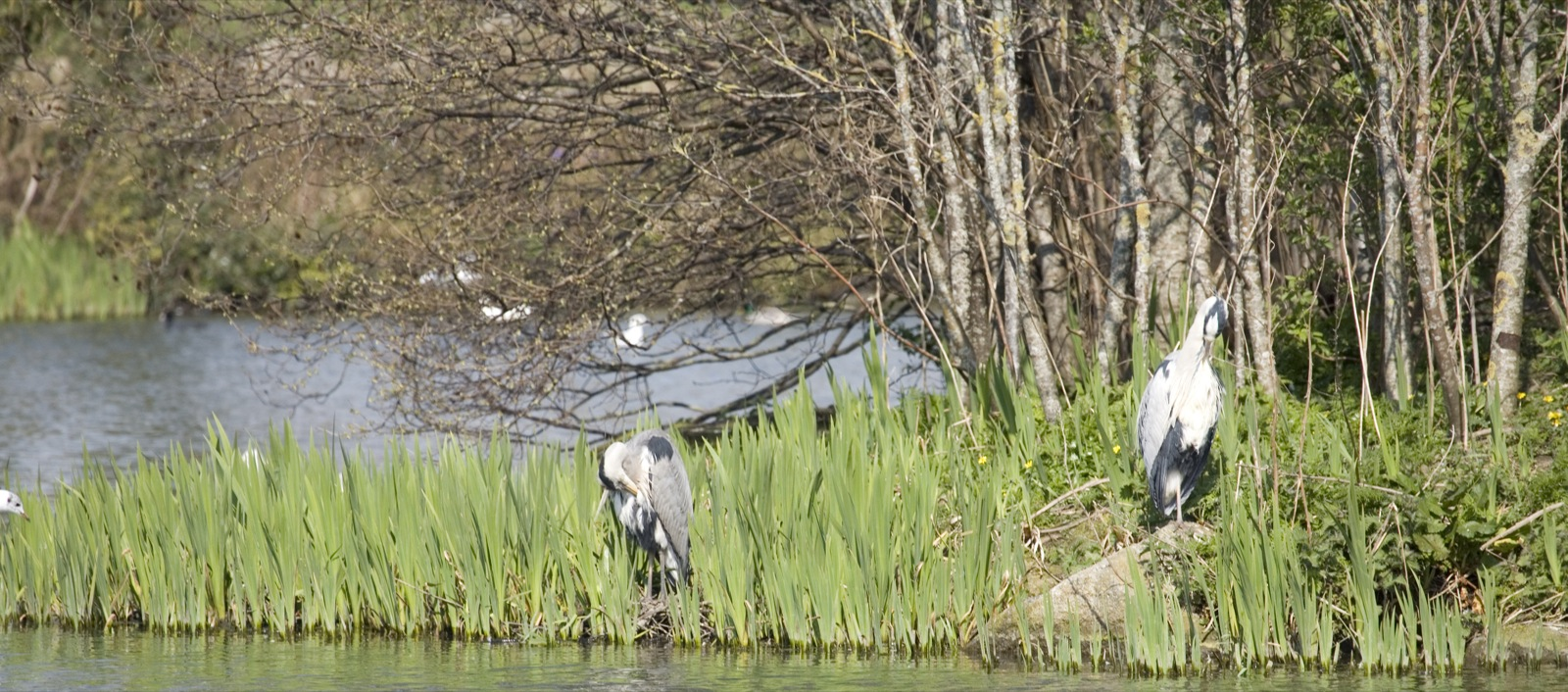
Парк в Талла.

## Современный город
По плану развития 1967 года Талла, наряду с Луканом и Клондолкином, являлся западным пригородом Дублина, предназначенным вместить растущее население столицы. Основной концепцией этих пригородов было самодостаточное комьюнити, где наряду с жилыми комплексами должно было быть большое количество рабочих мест. За 30 лет с 1956 по 1986 год число жителей Таллы с пригородами выросло с 710 человек до 70 324 человек. Такой рост населения привёл к строительству школ, церквей, общественных зданий, отразился в системе католических приходов, которых стало больше по меньшей мере на десять. В настоящее время в Талле работают региональный госпиталь, театр, библиотека, коммерческие и финансовые структуры, региональный технический колледж. В 1990 году в Талле открылся супермаркет The Square, который некоторое время был крупнейшим магазином Ирландии.
Когда в 1994 году произошли изменения в управлении регионом и появилось графство Южный Дублин, Талла стал административным центром графства. В 2004 году Талла была связана с центром Дублина прямой трамвайной линией (красная линия системы дублинских трамваев LUAS).
В марте 2009 года открылся стадион Талла, расположенный в центре пригорода на улице Whitestown Way. Стадион вмещает 6500 человек и является домашней ареной футбольного клуба Shamrock Rovers.

## Достопримечательности
На месте монастыря святого Маэл Руана расположена церковь, носящая его имя и построенная в 1829 году. На территории сохранилась башня, которая представляет собой четырёхэтажное здание со спиральной лестницей, каменный потолок третьего этажа является плоской крышей с небольшой башней. В 1662 году капитан Алланд (англ. Captain Alland) выплатил монастырю 100 фунтов стерлингов за ущерб, причинённый башне во время постоя войск в 1651 году. Тогда была выломана часть крыши, дерево было использовано для лошадей, а камнями выстлали вход на кухню, чтобы кормить лошадей.
Остатки построенного на месте замка Талла-Хауса в настоящее время являются частью приюта святой Марии. Талла-Хаус, имеющий в настоящее время два этажа и винтовую лестницу, был четырёхэтажным. Длинное строение, связанное с замком, неоднократно меняло предназначение и было пивоварней, амбаром, конюшней, впоследствии став церковью. На территории приюта находится несколько исторических сооружений.

## Известные уроженцы и жители
- Памела Флуд (род.1971) — ирландская журналистка, телеведущая, актриса и фотомодель.